# Montgaillard (Hautes-Pyrénées)
Montgaillard település Franciaországban, Hautes-Pyrénées megyében. Lakosainak száma 813 fő (2022. január 1.). Montgaillard Hiis, Antist, Astugue, Loucrup, Ordizan, Orignac, Trébons és Vielle-Adour községekkel határos.

## Népesség
A település népességének változása:
| Lakosok száma | 805  | 833  | 883  | 850  | 849  | 850  | 838  | 825  | 813  |
|               | 2013 | 2015 | 2016 | 2017 | 2018 | 2019 | 2020 | 2021 | 2022 |